# 김경진 (정치인)
김경진(金京鎭, 1966년 7월 14일~)은 대한민국의 검사 출신 변호사이자 정치인이다. 제20대 국회의원을 지냈다.
전라남도 장성군에서 출생한 그는 제31회 사법시험을 합격한 후 사법연수원 21기로 수료 후 검사로 임용되었다. 인천지검 검사, 광주지검 검사, 전주지검 검사, 대검찰청 검찰제도 연구관, 서울중앙지검 검사, 광주지검 부장검사 등을 거친 후 퇴직하였다.
2008년 '김경진 법률사무소'를 열어 변호사로 활동하였다.
2016년 제20대 총선에서 광주광역시 북구에 출마하여 당선됨으로써 의회에 진출하였다. 여타의 국회의원들과는 달리 검사 시절의 경험을 살려 증인들을 향해 차분하게 질의하는 모습을 보여 국회 청문회에서 주목을 받았으며, 누리꾼들에게 '쓰까 요정'이라는 별명을 얻기도 했다.

## 학력
- 광주백운국민학교 졸업
- 광주무진중학교 졸업
- 금호고등학교 졸업
- 고려대학교 법학과 학사
- 고려대학교 대학원 법학 석사과정 수료

## 경력
- 1989년 제31회 사법시험 합격
- 1995년 인천지방검찰청 검사
- 1997년 군산지방검찰청 검사
- 1998년 광주지방검찰청 검사
- 2000. 2.~2000. 8. 대검찰청 검찰제도 연구관, 전주지방검찰청 검사
- 2003 서울중앙검찰청 검사
- 2003~2007. 10. 광주지방검찰청 부장검사
- 2008~2014 법무법인 이인 대표변호사
- 2014~2016. 5. 변호사 김경진, 윤우희 합동법률사무소
- 2016. 5.~2020. 5. 제20대 국회의원(광주 북구 갑, 국민의당→무소속→민주평화당→무소속, 초선)
  - 2016. 6.~2017. 7. 제20대 국회 전반기 미래창조과학방송통신위원회 간사
  - 2016. 11.~2017. 1. 제20대 국회 박근혜 정부의 최순실 등 민간인에 의한 국정농단 의혹 사건 진상규명을 위한 국정조사 특별위원회 간사[4]
  - 2017. 5.~2018. 5. 제20대 국회 전반기 예산결산특별위원회 위원
  - 2017. 7.~2018. 2. 제20대 국회 전반기 과학기술정보방송통신위원회 간사
  - 2017. 9.~2017. 11. 제20대 국회 전반기 운영위원회 위원
  - 2017. 12. 제20대 국회 감사원장(최재형) 임명동의에 관한 인사청문특별위원회 간사
  - 2018. 2.~2018. 5. 제20대 국회 전반기 과학기술정보방송통신위원회 위원
  - 2018. 7. 제20대 국회 후반기 과학기술정보방송통신위원회 간사
  - 2018. 7. 제20대 국회 후반기 과학기술정보방송통신위원회 위원
  - 2018. 9.~2018. 10. 제20대 국회 헌법재판소 재판관 (김기영·이영진) 선출에 관한 인사청문특별위원회 위원
  - 2018. 12. 제20대 국회 대법관(김상환) 임명동의에 관한 인사청문특별위원회 위원
- 2017. 1.~2017. 5. 국민의당 수석대변인
- 2017. 5.~2017. 9. 국민의당 원내부대표
- 2017. 9.~2018. 1. 국민의당 원내대변인
- 2017. 10.~2018. 1. 국민의당 제2창당위원회 당헌당규제개정위원회 위원
- 2018. 2.~2018. 6. 민주평화당 최고위원
- 2018. 2.~2018. 6. 민주평화당 상임선거대책위원장
- 2018. 2.~2018. 9. 민주평화당 제5정책조정위원회 위원장
- 변호사김경진법률사무소 변호사
- 2021. 7.~2021. 11. 윤석열 제20대 대통령 선거 예비후보 국민캠프 조직본부 특보단 대외협력특보
- 2021. 9.~2021. 11. 국민의힘 윤석열 제20대 대통령 선거 예비후보 국민캠프 정치공작진상규명특별위원회 위원
- 2021. 12.~2022. 1. 국민의힘 선거대책위원회 중앙선거대책위원회 공보단 상임공보특보단장
- 2021. 12.~2022. 3. 국민의힘 살리는 선거대책위원회 광주 선거대책위원회 선거대책위원장단 총괄선거대책위원장
- 2022. 1.~2022. 3. 국민의힘 제20대 대통령 선거 선거대책본부 공보단 상임공보특보단장
- 2022. 6.~2022. 7. 민선8기 강서구청장직 인수위원회 위원장
- 2022. 7.~ 재단법인 김영삼대통령기념재단 이사
- 2022. 8.~ 해시드오픈리서치 감사
- 2022. 12.~ 국민의힘 서울특별시당 동대문구 을 당협위원장
- 국방부 정책자문위원
- 사단법인 한국산업기술협회 정책총괄자문
- 2023. 7. 국민의힘 약자와의동행위원회 사회안전분과 위원
- 2023. 7. 국민의힘 국민통합위원회 지역통합분과위원회 위원
- 사단법인 세계신지식인협회 고문
- 2023. 9. 국민의힘 서울특별시당 중산층서민경제특별위원회 위원장
- 2023. 10.~2023. 12. 국민의힘 혁신위원회 위원 겸 대변인
- 2025. 4.~2025. 5. 국민의힘 한동훈 제21대 대통령 선거 경선후보 국민먼저 캠프 국민소통위원장

## 가족
- 배우자: 김경란
- 자녀: 아들 김정윤

## 역대 선거 결과
|  | 4.06% |

|  | 29.11% |

|  | 70.80% |

|  | 37.60% |

|  | 45.37% |

## 소속 정당
| 소속 정당 | 소속 정당  | 소속 기간 | 비고      |
| --------- | ---------- | --------- | --------- |
|           | 창조한국당 | 2007~2008 | 정계 입문 |
|           | 무소속     | 2008~2012 | 탈당      |
|           | 민주통합당 | 2012      | 입당      |
|           | 무소속     | 2012~2016 | 탈당      |
|           | 국민의당   | 2016~2018 | 창당      |
|           | 무소속     | 2018      | 탈당      |
|           | 민주평화당 | 2018~2019 | 창당      |
|           | 무소속     | 2019~2022 | 탈당      |
|           | 국민의힘   | 2022~현재 | 입당      |

## 같이 보기
- 북구 갑 (광주)
- 광주 북구의 국회의원